# National Football League 75th Anniversary All-Time Team
Das National Football League 75th Anniversary All-Time Team wurde 1994 anlässlich des 75-jährigen Jubiläums der NFL durch Pressevertreter und Vertreter der NFL gewählt. Damit wurden die besten Footballspieler aller Zeiten, getrennt nach ihren Spielerpositionen, namentlich benannt. Das All-Time Team darf nicht mit der Pro Football Hall of Fame verwechselt werden. Die Spieler wurden durch das Wahlgremium in der Öffentlichkeit geehrt, eine spezielle Ruhmeshalle wurde nicht eingerichtet.

## Spieler

### Offense
| Position         | Spielername     | Profimannschaft                                      | Spieljahre                          |
| ---------------- | --------------- | ---------------------------------------------------- | ----------------------------------- |
| Quarterback      | Sammy Baugh     | Washington Redskins                                  | 1937 – 1952                         |
| Quarterback      | Otto Graham     | Cleveland Browns                                     | 1946 – 1955                         |
| Quarterback      | Joe Montana     | San Francisco 49ers Kansas City Chiefs               | 1979 – 1992 1993 – 1994             |
| Quarterback      | Johnny Unitas   | Baltimore Colts San Diego Chargers                   | 1956 – 1972 1973                    |
| Runningback      | Jim Brown       | Cleveland Browns                                     | 1957 – 1965                         |
| Runningback      | Marion Motley   | Cleveland Browns Pittsburgh Steelers                 | 1946 – 1953 1955                    |
| Runningback      | Bronko Nagurski | Chicago Bears                                        | 1930 – 1937, 1943                   |
| Runningback      | Walter Payton   | Chicago Bears                                        | 1975 – 1987                         |
| Runningback      | Gale Sayers     | Chicago Bears                                        | 1965 – 1971                         |
| Runningback      | O.J. Simpson    | Buffalo Bills San Francisco 49ers                    | 1969 – 1977 1978 – 1979             |
| Runningback      | Steve Van Buren | Philadelphia Eagles                                  | 1944 – 1951                         |
| Wide Receiver    | Lance Alworth   | San Diego Chargers Dallas Cowboys                    | 1962 – 1970 1971 – 1972             |
| Wide Receiver    | Raymond Berry   | Baltimore Colts                                      | 1955 – 1967                         |
| Wide Receiver    | Don Hutson      | Green Bay Packers                                    | 1935 – 1945                         |
| Wide Receiver    | Jerry Rice      | San Francisco 49ers Oakland Raiders Seattle Seahawks | 1985 – 2000 2001 – 2004 2004        |
| Tight End        | Mike Ditka      | Chicago Bears Philadelphia Eagles Dallas Cowboys     | 1961 – 1966 1967 – 1968 1969 – 1972 |
| Tight End        | Kellen Winslow  | San Diego Chargers                                   | 1979 – 1987                         |
| Offensive Tackle | Roosevelt Brown | New York Giants                                      | 1953 – 1965                         |
| Offensive Tackle | Forrest Gregg   | Green Bay Packers                                    | 1956, 1958 – 1970                   |
| Offensive Tackle | Anthony Muñoz   | Cincinnati Bengals                                   | 1980 – 1992                         |
| Guard            | John Hannah     | New England Patriots                                 | 1973 – 1985                         |
| Guard            | Jim Parker      | Baltimore Colts                                      | 1957 – 1967                         |
| Guard            | Gene Upshaw     | Oakland Raiders                                      | 1967 – 1981                         |
| Center           | Mel Hein        | New York Giants                                      | 1931 – 1945                         |
| Center           | Mike Webster    | Pittsburgh Steelers Kansas City Chiefs               | 1974 – 1988 1989 – 1990             |

### Defense
| Position         | Spielername          | Profimannschaft                                                                  | Spieljahre                               |
| ---------------- | -------------------- | -------------------------------------------------------------------------------- | ---------------------------------------- |
| Defensive End    | David "Deacon" Jones | Los Angeles Rams San Diego Chargers Washington Redskins                          | 1961 – 1971 1972–1973 1974               |
| Defensive End    | Gino Marchetti       | Dallas Texans Baltimore Colts                                                    | 1952 1953 – 1964, 1966                   |
| Defensive End    | Reggie White         | Memphis Showboats (USFL) Philadelphia Eagles Green Bay Packers Carolina Panthers | 1984 – 1985 1985 – 1991 1993 – 1998 2000 |
| Defensive Tackle | Joe Greene           | Pittsburgh Steelers                                                              | 1969 – 1981                              |
| Defensive Tackle | Bob Lilly            | Dallas Cowboys                                                                   | 1961 – 1974                              |
| Defensive Tackle | Merlin Olsen         | Los Angeles Rams                                                                 | 1962 – 1976                              |
| Linebacker       | Dick Butkus          | Chicago Bears                                                                    | 1965 – 1973                              |
| Linebacker       | Jack Ham             | Pittsburgh Steelers                                                              | 1971 – 1982                              |
| Linebacker       | Ted Hendricks        | Baltimore Colts Green Bay Packers Oakland/Los Angeles Raiders                    | 1969 – 1973 1974 1975 – 1983             |
| Linebacker       | Jack Lambert         | Pittsburgh Steelers                                                              | 1974 – 1984                              |
| Linebacker       | Willie Lanier        | Kansas City Chiefs                                                               | 1967 – 1977                              |
| Linebacker       | Ray Nitschke         | Green Bay Packers                                                                | 1958 – 1972                              |
| Linebacker       | Lawrence Taylor      | New York Giants                                                                  | 1981 – 1993                              |
| Cornerback       | Mel Blount           | Pittsburgh Steelers                                                              | 1970 – 1983                              |
| Cornerback       | Mike Haynes          | New England Patriots Los Angeles Raiders                                         | 1976 – 1982 1983 – 1989                  |
| Cornerback       | Dick Lane            | Los Angeles Rams Chicago Cardinals Detroit Lions                                 | 1952 – 1953 1954 – 1959 1960 – 1964      |
| Cornerback       | Rod Woodson          | Pittsburgh Steelers San Francisco 49ers Baltimore Ravens Oakland Raiders         | 1987 – 1996 1997 1998 – 2001 2002 – 2003 |
| Safety           | Ken Houston          | Houston Oilers Washington Redskins                                               | 1967 – 1972 1973 – 1980                  |
| Safety           | Ronnie Lott          | San Francisco 49ers Los Angeles Raiders New York Jets                            | 1981 – 1990 1991 – 1992 1993 – 1994      |
| Safety           | Larry Wilson         | St. Louis Cardinals                                                              | 1960 – 1972                              |

### Special Team
| Position      | Spielername   | Profimannschaft                                        | Spielzeit                           |
| ------------- | ------------- | ------------------------------------------------------ | ----------------------------------- |
| Punter        | Ray Guy       | Oakland/Los Angeles Raiders                            | 1973 – 1986                         |
| Kicker        | Jan Stenerud  | Kansas City Chiefs Green Bay Packers Minnesota Vikings | 1967 – 1979 1980 – 1983 1984 – 1985 |
| Punt Returner | Billy Johnson | Houston Oilers Atlanta Falcons Washington Redskins     | 1974 – 1980 1982 – 1987 1988        |
| Kick Returner | Gale Sayers   | Chicago Bears                                          | 1965 – 1971                         |